# Csontmezei csata
A csontmezei csata 1490. július 4-én Corvin János és Aragóniai Beatrix magyar királyné pártjának seregei között zajlott le Kinizsi Pál és V. Báthory István vezetésével I. Mátyás magyar király halála után, a Tolna megyéhez tartozó Csontmezőn, a mai Szabaton falu - Szabatonpuszta - területén. 

## Története
Mátyás királynak törvényes házasságaiból soha nem született gyermeke, ezért a királyságot törvénytelen fiára, Corvin Jánosra akarta örökíteni. Apja halála után a magyar uralom gyorsan összeomlott a Habsburg-országokban (Stájerország, Krajna, Alsó-Ausztria). A csehek (II. Ulászló magyar király) és a lengyelek (I. János lengyel király és I. Miksa német-római császár is igényt tartott a magyar trónra. Mátyás ausztriai és csehországi idegen háborúi és rendkívüli adói miatt a főurak (akárcsak Kinizsi) nem támogatták fiát, Corvin Jánost.

## A csata
A 17 éves Corvin János nem örökölte apja ragyogó tehetségét. Mostohaanyja, Beatrix is ellene volt. Báthory és Kinizsi, Mátyás nagy hadvezérei is a királynőt támogatták. Jánost csak két egyházi méltóság és két főúr támogatta.
Jánost 1490. július 13-án hivatalosan is rávették, arra, hogy mondjon le trónigényéről, azzal a kikötéssel, hogy kárpótlásul megkapja a Boszniai Királyság királyi címét és a horvát bán címet. Néhány nappal később Corvin János támogatói: Ernuszt Zsigmond pécsi püspök, Újlaki Lőrinc és Beriszló Bertalan sereget toboroztak és bevonultak Budára. Közben meggondolta magát, de nem maradt a fővárosban. Támogatói azt javasolták Jánosnak, hogy vonuljon a Délvidékre ahol legtöbb hívének birtoka volt és töltse fel saját seregét a Corvin-párt más támogatóival. János magával vitte a királyi kincstár készletét, magát a Szent Koronát is.
Báthory és Kinizsi azonnal üldözőbe vette Corvin seregét. Csapataik Tolna megyében érték utol. Ez idő alatt János habozott, és vissza akart térni Budára, de támogatói megzsarolták, és arra kényszerítették, hogy csatát vívjon Kinizsivel és Báthoryval.
Kinizsi és Báthory csapatai (6-7 ezer ember) a Sárvíz folyónál, a Csontmezőn érték utol Corvin János 7000 főre tehető seregét. Corvin csapatai megpróbáltak a csatatéren kezdeményezni, de a tapasztalatlan parasztkatonákat Kinizsi és Báthory tapasztalt csapatai könnyedén visszaverték. A véres csatában Mátyás kincseinek nagy részét megszerezték, a koronát viszont nem. Ezzel a vereséggel Mátyás - törvénytelen - fia végleg kiesett a trónjelöltek közül.
A csatából Corvin Jánost Újlaki Lőrinc mentette meg.

## A csata utóhatása
A vesztes csata után Corvin János elvesztette minden esélyét arra, hogy megszerezze Magyarország trónját. Július 15-én elismeri a frissen megválasztott II. Ulászlót királyának követe, Ráskai Balázs álltal és visszavitette a Szent Koronát Visegrádra. Ugyan elismerték Szlavónia és Opava hercegeként is, de öt évvel később kénytelen volt lemondani mindkét címről. 1498-ban Horvátország és Szlavónia örökös bánjává nevezték ki.

## Fordítás
- Ez a szócikk részben vagy egészben  a   Battle of Bonefield című angol Wikipédia-szócikk fordításán alapul.  Az eredeti cikk szerkesztőit annak laptörténete sorolja fel. Ez a jelzés csupán a megfogalmazás eredetét és a szerzői jogokat jelzi, nem szolgál a cikkben szereplő információk forrásmegjelöléseként.